# Emilio Nsue
Emilio Nsue López (* 30. September 1989 in Palma) ist ein spanisch-äquatorialguineischer Fußballspieler, der hauptsächlich auf der rechten Außenbahn spielt.

## Vereinskarriere
Emilio Nsue begann seine Laufbahn als Fußballspieler in der Jugend von CD Atlético Baleares. Im Sommer 2004 wechselte der damals 14-Jährige zum Lokalrivalen RCD Mallorca, wo er 2006 schließlich in die B-Mannschaft des Klubs aufstieg, die in der Tercera División spielte. Sein Debüt in der Profimannschaft feierte der damals im Angriff spielende Nsue am 3. Februar 2008 in einem Ligaspiel gegen den FC Villarreal. In dieser Saison brachte er es lediglich auf einen weiteren Kurzeinsatz und spielte zumeist für die Zweitmannschaft.
Um Nsue mehr Spielzeit zu geben, verlieh sein Klub ihn 2008/09 an den Zweitligisten CD Castellón. Hier sicherte er sich einen Stammplatz und brachte es auf 38 Einsätze und sieben Tore in der Segunda División sowie drei weitere Einsätze und einen Treffer im Pokal. In der Saison 2009/10 wechselte Nsue erneut auf Leihbasis zum Zweitligisten Real Sociedad. Mit den Basken beendete er die Segunda División auf dem ersten Platz, er selbst kam in 33 Spielen auf fünf Tore.
Zur Saison 2010/11 kehrte Nsue schließlich zu RCD Mallorca in die Primera División zurück. In seinem ersten Jahr bei den Balearen entging seine Mannschaft nur knapp dem Abstieg. Erfolgreicher verlief die Saison 2011/12, seine Mannschaft kämpfte lange um die europäischen Startplätze und beendete die Meisterschaft letzten Endes auf Rang acht. Nsue, der zuvor meist als Außenstürmer oder rechter Flügelspieler agierte, bestritt einige Begegnungen als rechter Außenverteidiger. Die Spielzeit 2012/13 beendete RCD Mallorca nur auf dem enttäuschenden 18. Platz und es erfolgte, nach 16 Jahren in der Primera División, der Abstieg in die zweite Liga.
Im Sommer 2014 ging er dann weiter nach England zum Zweitligisten FC Middlesbrough, wo er zweieinhalb Jahre aktiv war und bis zur Winterpause 2017/18 für dessen Ligarivalen Birmingham City auflief. Anschließend ging er zu den zyprischen Vereinen APOEL Nikosia sowie Apollon Limassol und gewann dort bis 2021 insgesamt zweimal die nationale Meisterschaft. Dann folgte ein halbes Jahr bei FK Tuzla City in der bosnischen Premijer Liga und seit dem Sommer 2022 ist er für den spanischen Drittligisten CF Intercity aktiv.

## Nationalmannschaft
Emilio Nsue war viele Jahre lang ein fester Bestandteil der spanischen Juniorennationalmannschaften. Mit den Iberern belegte er bei der U-17 EM 2006 den dritten Platz. Im Sommer 2007 holte er mit der U-19 den Europameistertitel. Im folgenden Jahr war er erneut Teil des Endrundenkaders der Spanier bei der U-19 EM, die Iberer schieden jedoch bereits in der Gruppenphase aus. Im Jahr 2009 gewann er mit der U-20 bei den Mittelmeerspielen durch ein 2:1 im Endspiel gegen Italien die Goldmedaille. Wenige Monate später stand er im Aufgebot der Iberer für die U-20 WM, wo seine Landesauswahl jedoch im Achtelfinale ausschied. Seinen letzten Auftritt im Dress der Spanier hatte Emilio Nsue bei der U-21-Fußball-Europameisterschaft 2011, bei der sein Team den Titel eroberte, er selbst jedoch nur zu einem Kurzeinsatz in der Gruppenphase kam.
Emilio Nsue, Sohn eines Äquatorialguineers und einer Spanierin, entschloss sich nach seiner Nicht-Berücksichtigung für den Olympiakader 2012 dazu, in Zukunft für die äquatorialguineische Fußballnationalmannschaft zu spielen. Sein Debüt für die Afrikaner bei einem offiziellen Match feierte er am 24. März 2013 im Zuge der WM-Qualifikation bei dem (später annullierten) 4:3-Sieg gegen Kapverde. Nsue selbst steuerte dabei drei Tore bei.
Als Mannschaftskapitän nahm er mit dem Team am Afrika-Cup 2015 teil und belegte dort den vierten Platz. 2022 konnte sich die Mannschaft erneut für das Turnier qualifizieren und schied im Viertelfinale aus. Beim Afrika-Cup 2024 bestritt Nsue mit der Mannschaft vier Spiele bis zum Ausscheiden im Achtelfinale, wobei ihm selbst insgesamt fünf Tore gelangen; davon drei beim 4:2-Sieg im Gruppenspiel gegen Guinea-Bissau sowie zwei weitere beim 4:0-Sieg im Gruppenspiel gegen den späteren Meister Elfenbeinküste. Mit insgesamt fünf erzielten Toren wurde Nsue Torschützenkönig des Turniers.
Im Mai 2024 wurden der Nationalmannschaft zwei Siege in der Qualifikation für die Fußballweltmeisterschaft 2026 gestrichen, nachdem Nsue erneut zum Einsatz gekommen war. Dieser war in seiner 11-jährigen Nationalmannschaftskarriere zu keiner Zeit für Äquatorialguinea spielberechtigt, urteilte die FIFA. Am 5. März 2025 akzeptierte die FIFA Nsues Antrag auf einen Verbandswechsel und gab ihm die Erlaubnis, für Äquatorialguinea zu spielen.

## Erfolge
APOEL Nikosia
- Zyprische Meister: 2018, 2019

Spanische Nationalmannschaft
- U-21-Europameister 2011
- Mittelmeerspiele 2009: Gold
- U-19-Europameister 2007

Persönlich
- Torschützenkönig des Afrika-Cup 2024 (5 Tore)